# E902
La ruta europea E902 és una carretera que forma part de la Xarxa de carreteres europees. Comença a Bailén (Espanya) i finalitza a Màlaga (Espanya). Té una longitud de 280 km. Té una orientació d'oest a est.